# Avrankou
Avrankou – miasto w Beninie, w departamencie Ouémé. Położone jest około 10 km na północ od stolicy kraju, Porto-Novo. W spisie ludności z 11 maja 2013 roku liczyło 20 326 mieszkańców.